# 12월 16일
12월 16일은 그레고리력으로 350번째(윤년일 경우 351번째) 날에 해당한다.

## 사건
- 714년 - 피핀 2세가 프랑크 왕국 벨기에 리에주 근처의 쥐필에서 사망하다.
- 755년 - 중국 당나라 연경에서 안록산이 양국충에 대항하여 반란을 일으키다.
- 1598년 - 임진왜란의 마지막 전투인 노량 해전이 벌어지다. 이 해전에서 이순신 장군이 사망하였다.
- 1894년 - 조선에서 군국기무처 무력화.
- 1987년 - 대한민국 제13대 대통령 선거에서 노태우 후보 당선.
- 1991년 - 카자흐스탄 독립.
- 1994년 - 대한민국 국회 본회의 WTO 비준동의안이 찬성 1백 52, 반대 58, 기권 1로 표결, 찬성.
- 1996년
  - 12.12 및 5.18 사건 항소심 선고 공판(전두환 무기징역, 노태우 징역 17년).
  - 대구문화방송 별이 빛나는 밤에 공개방송이 있었던 대구광역시 달서구 우방랜드 대공연장에서 압사 사고로 여고생 2명이 숨지다.
- 1997년 -
  - 환율 제한폭이 철폐되다. 한화그룹, 한화에너지와 한화에너지 플라자 매각 결정.
  - 일본에서 포켓몬스터 38화인 전뇌전사 폴리곤을 시청하던 600명 이상의 어린이들이 발작을 일으켜 1998년 4월 15일까지 119일 동안 방영되지 않는 사건이 일어나다.
- 2003년 - 파키스탄의 페르베즈 무샤라프 대통령이 라왈핀디 근처의 자택에서 테러를 당했으나 부상만 당하였다.
- 2005년 - 노성일 미즈메디 병원 이사장이 줄기세포는 하나도 없다는 것을 기자회견에서 폭로하다.
- 2008년 - 대한민국의 민간 사이버 외교 사절단 반크가 2채널를 통해 자신들이 사이버 테러를 당했음을 밝혔다.
- 2012년 - 일본에서 제46회 일본 중의원 의원 총선거가 실시되었다.그 결과 아베 신조 총재가 이끄는 자민당이 전체 과반을 넘는 294석을 확보하여 압승을 거둠으로써 3년 3개월만에 다시 정권을 잡게 되었다. 아베 신조는 2007년 9월 총리에서 물러난 이후 5년 3개월만에 다시 총리에 오르게 되었다.
- 2014년
  - 파키스탄 페샤와르 소재의 아미 퍼블릭 스쿨에 탈레반의 무차별 총격으로 250명의 사상자가 발생하였다.
  - 인천국제공항을 출발한 아메리칸 항공 280편이 난기류로 인해 나리타 국제공항에 비상 착륙하였다.

## 문화
- 1899년 - 이탈리아의 축구 클럽 AC 밀란 창단.
- 1899년 - 프랑스의 축구 클럽 올랭피크 드 마르세유 창단.
- 1946년 - 타이, 유엔 가입.
- 1963년 - 케냐, 유엔 가입.
- 2004년 - 한국 자체 개발 고속열차 HSR350X, 시운전 중 시속 350km 돌파 (최고시속 352.4km).
- 2005년 - 중앙선 청량리역-덕소역 구간 복선 전철 영업 시작.
- 2011년 - 대한민국에서 유일하게 바다 위에 2층으로 지은 다리인 거금대교가 개통하였다.
- 2022년 - 파파이스가 한국에서 2년 만에 재진출했다.
- 2023년 - 수도권 전철 1호선 소요산 ~ 연천 구간 단선 전철 개통.

## 탄생
- 1485년 - 헨리 8세의 첫 번째 부인 아라곤의 캐서린. (~1536년)
- 1624년 - 조선 인조의 계비 장렬왕후. (~1688년)
- 1742년 - 프로이센의 군인 게프하르트 레베레히트 폰 블뤼허. (1819년~)
- 1745년 - 미국의 군인 겸 정치인 앤서니 웨인. (~1796년)
- 1775년 - 영국의 소설가 제인 오스틴. (~1817년)
- 1790년 - 벨기에의 초대 국왕 레오폴 1세. (~1865년)
- 1842년 - 독일의 의사, 미생물학자 프리드리히 율리우스 로젠바흐. (~1923년)
- 1849년 - 대한제국의 정치인 고영희. (~1916년)
- 1863년 - 미국의 철학자, 시인, 평론가 조지 산타야나. (~1952년)
- 1866년 - 러시아의 화가 바실리 칸딘스키. (~1944년)
- 1889년 - 대한제국의 독립운동가 김좌진. (~1930년)
- 1901년
  - 소련의 군인 니콜라이 바투틴. (~1944년)
  - 대한민국의 기업인, 정치인 신용욱. (~1961년)
- 1902년
  - 대한민국의 독립 운동가 유관순. (~1920년)
  - 아르헨티나의 축구 선수 안토니오 베스푸시오 리베르티. (~1978년)
- 1905년 - 대한민국의 독립운동가 송인영
- 1915년 - 대한민국의 목회자 전칠홍. (~1972년)
- 1917년 - 영국의 작가 아서 C. 클라크. (~2008년)
- 1919년 - 대한제국의 독립운동가 이기웅. (~1984년)
- 1928년
  - 미국의 SF 소설가 필립 K. 딕. (~1982년)
  - 미국의 배우 테리 카터. (~2024년)
- 1931년
  - 대한민국의 법조인, 정치인 유수호. (~2015년)
  - 필리핀의 배우 글로리아 로메로. (~2025년)
- 1932년 - 잉글랜드의 만화가 퀜틴 블레이크.
- 1937년 - 일본의 축구 선수 가마타 미쓰오.
- 1939년 - 대한민국의 정치인 송천영. (~2019년)
- 1940년 - 대한민국의 가수, 작곡가 박재란.
- 1945년 - 일본의 요리사, 배우 하토리 유키오. (~2024년)
- 1949년 - 대한민국의 기자, 정치인 하금열.
- 1957년
  - 대한민국의 공무원 방하남.
  - 대한민국의 전직 씨름 선수 이준희.
- 1958년 - 대한민국의 정치인, 18대·20대 국회의원 김성식.
- 1961년 - 미국의 스탠드업 희극인, 사회 운동가, 음악가 빌 힉스. (~1994년)
- 1963년 - 미국의 영화감독 제임스 맨골드.
- 1965년
  - 대한민국 육상 선수 이영숙.
  - 미국의 권투 선수 로멀리스 엘리스.
  - 일본의 배우, 성우 이누야마 이누코.
- 1968년
  - 대한민국의 법조인 오경미.
  - 미국의 가수 레일라 해서웨이.
- 1970년 - 대한민국의 배우 윤복인.
- 1971년 - 대한민국의 래퍼 MC 메타.
- 1973년 - 대한민국의 가수 조성민.
- 1974년
  - 대한민국의 성우 홍범기.
  - 대한민국의 희극인 남진우.
- 1975년
  - 대한민국의 가수 싸비.
  - 대한민국의 작곡가 정훈.
- 1977년 - 미국의 배우 매기 질런홀.
- 1978년
  - 대한민국의 가수 한영.
  - 일본의 영화 감독 하마구치 류스케.
- 1979년
  - 대한민국의 아트 디렉터, 그래픽 디자이너 민희진.
  - 대한민국의 래퍼 피타입.
  - 대한민국의 축구 선수 이지은.
  - 미국의 래퍼 플로 라이다.
  - 미국의 프로레슬링 선수 브로디 리. (~2020년)
- 1980년
  - 대한민국의 야구 선수 양성제.
  - 대한민국의 배우 백봉기.
- 1981년
  - 대한민국의 성우 정혜옥.
  - 대한민국의 배우 김대명,
- 1982년 - 대한민국의 배우 전세현.
- 1983년
  - 대한민국의 성우 김나율.
  - 대한민국의 아나운서 오승원.
  - 대한민국의 야구 선수 최형우.
  - 일본의 성우 키쿠치 미카.
- 1984년 - 푸에르토리코의 야구 선수 마리오 산티아고.
- 1985년
  - 대한민국의 아나운서 양한나.
  - 대한민국의 레이싱 모델 주다하. (~2016년)
  - 일본의 가수, 배우 타치바나 케이타 (w-inds.).
  - 대한민국의 배구 선수 한선수.
- 1986년
  - 대한민국의 레이싱 모델 강유이.
  - 일본의 배우 에모토 타스쿠.
  - 일본의 프로듀서 DECO*27.
- 1987년 - 일본의 성우 카네모토 히사코.
- 1988년
  - 대한민국의 배우 박서준.
  - 독일의 축구 선수 마츠 후멜스 (보루시아 도르트문트).
  - 대한민국의 유도 선수 조준호, 조준현.
  - 대한민국의 배우 송원석.
  - 잉글랜드의 배우 애나 포플웰.
  - 일본의 아이돌 고마타니 히토미. (SDN48)
- 1989년
  - 일본의 패션 모델 겸 배우 기리타니 미레이.
  - 중화인민공화국의 바둑 기사 천야오예.
- 1991년
  - 대한민국의 아나운서 정새미나.
  - 대한민국의 만화가 이자혜.
  - 대한민국의 가수 하평.
- 1992년
  - 오스트레일리아의 축구 선수 톰 로기치.
  - 네덜란드의 축구 선수 리커 마르턴스.
  - 일본의 배우 시마다 하루카.
  - 대한민국의 래퍼 키도.
- 1993년
  - 일본의 가수 나카무라 마리코.
  - 일본의 배우 코지마 후지코.
- 1994년
  - 잉글랜드의 축구 선수 엘리엇 리.
  - 이탈리아의 축구 선수 니콜라 무루.
  - 스페인의 축구 선수 호세 로드리게스 마르티네스.
  - 대한민국의 배우 윤준호.
  - 캐나다의 쇼트트랙 선수 킴 부탱.
- 1995년
  - 대한민국의 스노보드 선수 정해림.
  - 스코틀랜드의 축구 선수 라이언 골드.
- 1996년
  - 나이지리아의 축구 선수 윌프레드 은디디,
  - 대한민국의 배우 이우태.
  - 벨라루스의 바이애슬론 선수 안톤 스몰스키.
  - 스페인의 축구 선수 세르히오 레길론.
- 1997년 - 스웨덴의 가수 자라 라르손.
- 1998년 - 중국의 가수 결경. (프리스틴, 아이오아이)
- 1999년
  - 미국의 배우 브라이스 로빈슨.
  - 일본의 아이돌 사카모토 마시로.
- 2002년 - 덴마크의 축구 선수 빅토르 크리스티안센.
- 2003년
  - 대한민국의 리그 오브 레전드 프로게이머 다이스.
  - 대한민국의 축구 선수 이선호.
  - 이란의 태권도 선수 아리안 살리미.
- 2005년 - 대한민국의 수영 선수 허연경.

## 사망
- 604년 - 중국 남북조 시대 진나라의 제5대 황제 진숙보. (553년~)
- 705년 - 중국 유일의 황제 측천무후. (624년~)
- 714년 - 프랑크 왕국의 귀족, 아우스트라시아 왕국의 궁재 피피누스 2세. (630년~)
- 882년 - 제107대 로마의 교황 요한 8세. (?~)
- 1515년 - 제2대 포르투갈령의 인도 총독 아폰수 드 알부케르크. (1453년~)
- 1598년 - 조선의 무신 이순신. (1545년~)
- 1680년 - 조선 숙종의 정비 인경왕후.
- 1897년 - 프랑스의 소설가, 극작가 알퐁스 도데. (1840년~)
- 1921년 - 프랑스의 작곡가 카미유 생상스. (1835년~)
- 1965년 - 영국의 소설가 겸 극작가 윌리엄 서머싯 몸. (1874년~)
- 1980년 - 미국의 KFC 창시자 커널 샌더스. (1890년~)
- 1989년
  - 미국의 배우 리 밴클리프. (1925년~)
  - 이탈리아의 배우 실바나 망가노. (1930년~)
- 1993년 - 일본의 정치인, 몽키매직파 다나카 가쿠에이. (1918년~)
- 1997년 - 대한민국의 여성운동가 김학순. (1924년~)
- 2017년 - 미국의 가수 킬리 스미스. (1932년~)
- 2019년 - 대한민국의 군인 이기백. (1931년~)
- 2020년
  - 대한민국의 사회기관단체인 윤근환. (1929년~)
  - 스위스의 정치인 플라비오 코티. (1939년~)
- 2021년
  - 대한민국의 희극인 김철민. (1967년~)
  - 대한민국의 군인 오경환. (1931년~)
- 2022년
  - 대한민국의 배우 김성옥. (1935년~)
  - 세르비아의 축구 선수 시니샤 미하일로비치. (1969년~)
  - 대한민국의 정치인 송영진. (1947년~)
- 2023년
  - 이탈리아의 정치철학자 안토니오 네그리. (1933년~)
  - 오스트레일리아의 음악가 콜린 버지스. (1946년~)
  - 일본의 영화배우 사츠마 켄파치로. (1947년~)
  - 쿠웨이트의 제6대 대왕 나와프 알아흐마드 알자베르 알사바. (1937년~)
- 2024년
  - 일본의 건축가 다니구치 요시오. (1937년~)
  - 미국의 농구 선수 딕 반 아스데일. (1943년~)
  - 미국의 노동경제학자 리처드 이스털린. (1926년~)
  - 보스니아 헤르체코비나의 군인 엔베르 하지하사노비치. (1950년~)

## 기념일
- 화해의 날: 남아프리카 공화국
- 독립기념일: 카자흐스탄

## 같이 보기
- 전날: 12월 15일 다음날: 12월 17일 - 전달: 11월 16일 다음달: 1월 16일
- 음력: 12월 16일
- 모두 보기